# Caneliñas (playa)
Caneliñas es una pequeña playa de arena blanca y fina, situada en el entorno urbano de Portonovo. Posee una bandera azul.
Su principal atractivo es La Covasa, un estrecho de agua entre dos rocas en uno de los bordes de la playa y que se vacía por completo cuando baja la marea.
Antiguamente esta playa era usada para poner a flote barcos de gran envergadura desde tierra.
Aun siendo una playa pequeña y estando refugiada del mar abierto, no es extraño poder observar oleaje de carácter pacífico en cualquier época del año.

## Referencias

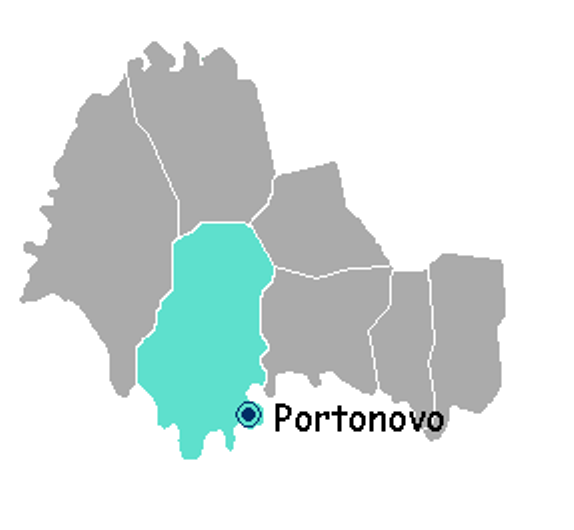
Localización de Portonovo en el municipio de Sangenjo.